# فتاة السيرك (فلم)
فتاة السيرك  فيلم كوميدي غنائي استعراضي مصري عام 1951 للمخرج حسين فوزي الذي كتب القصة والسيناريو أيضا  وكتب الحوار مصطفى السيد. الفيلم من بطولة نعيمة عاكف وإبراهيم حمودة ومحمود شكوكو وحسن فايق وعبد السلام النابلسي  وتدور الأحداث حول حسان ابن العائلة الثرية الذي يفضل حياة الحرية بعيداً عن تقاليد وقيود عائلته ويقع في حب فتاة السيرك.
صدر الفيلم إلى دور العرض المصرية في 13 سبتمبر 1951.
منح موقع قاعدة بيانات الأفلام على الإنترنت (IMDB) الفيلم درجة 5.3/ 10.
منح موقع قاعدة بيانات الأفلام العربية «السينما.كوم» الفيلم درجة 5.6/ 10.

## طاقم التمثيل
نعيمة عاكف: في دور بسبس (فتاة السيرك)
إبراهيم حمودة: في دور حسان فولاذ (ابن الثري فولاذ بك)
حسن فايق: في دور بهلول (صاحب ومدير سيرك بهلول ووالد بسبس)
محمود شكوكو: في دور سفروت (عامل الفندق وصديق حسان)
عبد السلام النابلسي: في دور سامي (سكرتير فولاذ)
عدلي كاسب: في دور فولاذ بك (الثري والد حسان)
عايدة هلال: في دور نانا (شقيقة سامي وخطيبة حسان)
زوبة الكلوباتية: الراقصة
بالاشتراك مع: فؤاد شفيق - نعمت مختار - عبد العزيز سعيد - أحمد عبد الحليم - إخوان مافيستو

## أحداث الفيلم
يعاني الثري المعروف فولاذ بك سنجق دار (عدلي كاسب) من تصرفات ابنه حسان (إبراهيم حمودة) الذي لا يلتزم بقواعد وعادات وتقاليد الأسرة ويبحث عن حريته. تتعطل سيارة حسان، عند شاطئ ترعة في رشيد، ويقوم بمحاولة إصلاحها ويتعرض أثناء ذلك لسخرية شابة جميلة تمتطي حصانها ويرد على سخريتها ولكنه يسقط بسيارته في الترعة مما يجعله يقيم بفندق متواضع وينتظر أن تجف ملابسه. يأتيه عامل الفندق سفروت (محمود شكوكو) بالإفطار المكون من صحون الفول والطعمية ويسعد حسان بهذا كثيراً. يطلب منه سفروت البقاء في رشيد ويقترح عليه زيارة «سيرك بهلول» الذي يملكه ويديره بهلول (حسن فايق) وبطلة السيرك هي بسبس (نعيمة عاكف) وهي نفس الفتاة التي سخرت من حسان وتسببت في سقوط سيارته في الترعة. يستمتع حسان بمشاهدة فقرات السيرك ويطلب مقابلة بسبس ولكن يتخلص منه رجال السيرك ويضعوه في قفص الغوريلا. عندما يعرف بهلول أن حسان ومرافقه سفروت يطلبون مقابلة بسبس تثور أعصابه ولكن تطلب منه بسبس الرفق بهم والاكتفاء بطردهم من السيرك.
يحاول سكرتير فولاذ بك سامي (عبد السلام النابلسي) أن يخطط مع شقيقته نانا (عايدة هلال) الاستيلاء على أموال الثري فولاذ، وحيث أنها كانت مخطوبة للشاب حسان وهو غائب عن أسرته دون سبب ولا يعرف أحد مكانه، يقترح نشر إعلان في الصحف وعرض مائة جنيه مكافأة لم يرشد عن مكان حسان. يقرأ بهلول الإعلان ويندم على التخلص من حسان، يعتقد بهلول أن حسان مجرم هارب ويطلب من رجال السيرك البحث عنه. يعود حسان للسيرك بحثاً عن بسبس وهناك يلقي بهلول القبض عليه ويحتجزه في قفص الغوريلا ويرسل تلغراف لعنوان والده يخبره بوجود حسان تحت تصرفه. يصل التلغراف وفولاذ بك مريض وعندما يعرف الخبر يشفى تماما ولكن يمنعه الأطباء من الذهاب إلى رشيد ولذلك يرسل سامي ونانا بدلاً منه. يصل سامي للسيرك ويعلن للجميع حقيقة شخصية حسان ابن المليونير فولاذ الذي يرفض التخلي عن السيرك وبسبس التي استولى حبها على قلبه. يعود حسان إلى والده الذي يعتقد أن ابنه عاد إلى رشده ولكن حسان يطلب منه الموافقة على الزواج من فتاة السيرك.

## أغاني الفيلم
إبراهيم حمودة: يا حبيبتي يا حرية - طلع نصيبي كده - يا عيني عليا
نعيمة عاكف: بدر البدور - حلق حوش - حتة واد - خيل وخيالة - يلا يا لهاليبو
كلمات الأغاني: مصطفى السيد - فتحي قورة - محمود فهمي - عبد الفتاح شلبي
الألحان: عزت الجاهلي - علي فراج - عبد العزيز محمود - أحمد صبره
الرقصات: إبتكار نعيمة عاكف، زوبة الكلوباتية. 

## روابط خارجية
- مقالات تستعمل روابط فنية بلا صلة مع ويكي بيانات
- فتاة السيرك على موقع الدهليز
- فتاة السيرك على موقع كاروهات

https://letterboxd.com/film/circus-girl-1951/ فتاة السيرك (فيلم)
https://mcuprime.com/titles/221928/circus-girl نسخة محفوظة 8 أغسطس 2022 على موقع واي باك مشين. فتاة السيرك (فيلم)
https://www.themoviedb.org/movie/329528-fataat-al-sirk فتاة السيرك (فيلم)